# Oakview (Manitoba)
Oakview es un municipio rural canadiense situado en la provincia de Manitoba.

## Superficie
Oakview tiene una superficie de 1141,98 km².

## Demografía
En 2021, tenía 1928 habitantes, una densidad poblacional de 1,7 hab./km², y 828 viviendas.